# سماش تي في
سماش تي في (بالإنجليزية: Smash TV)‏ ، هي لعبة فيديو إلكترونية من نوع أقتل وأجري وآركيد، أنتجت سنة 1990م، ونشرها شركة ويليامز الأمريكية، وتدور القصة حول لاعب أو لاعبان وهما يدخلان في حلبة الموت ويحملان الرشاش ليقتل مجموعة من قطاع الطرق وأحد الوحوش، في حال ختم اللعبة تمكن بطل أو بطلان من الحصول على الملايين من الدولارات.